# Tražet
Tražet je naziv za 2 bliske hridi uz sjevernu obalu otoka Kluda, u Drveničkom kanalu, južno od Marinskog poluotoka. Nalaze se oko 7 km jugoistočno od Trogira, od kopna su udaljene oko 650 metara, a od Klude oko 35 metara.
Ukupna površina hridi je 2291 m2, (1684 m2, 607 m2) a visina 5 metara.

## Vanjske poveznice
|  | Zajednički poslužitelj ima još gradiva o temi Tražet |